# Aristidis Konstantinidis
Aristidis Konstantinidis (řecky: Αριστίδης Κωνσταντινίδης, datum narození i úmrtí není známo) byl řecký závodník v cyklistice, účastník prvních novodobých olympijských her v roce 1896 v Athénách a vložených her v roce 1906. Patřil k spoluzakladatelům Athénské cyklistické asociace.

## Letní olympijské hry 1896
Konstantinidis se účastnil závodu na 10 kilometrů, 100 kilometrů a cyklistického silničního závodu. Silniční závod v délce 87 kilometrů, který vedl z Athén do Marathónu a zpět, vyhrál v čase z 3:22:31 navzdory závadě na jeho kole krátce po otočce a pádu během zpáteční cesty. Závod probíhal za pomoci vodičů a Konstantinidis dojel údajně do cíle na bicyklu vodiče, když rozbil vlastní kolo. 
V závodě na 10 kilometrů na Neo Phaliron Velodrome skončil pátý po kolizi ve 20. kole se svým krajanem Georgiem Kolettisem a závod na 100 kilometrů nedokončil. Tento závod dokončili pouze dva závodníci z devíti, kteří stáli na startu závodu.

## Hry v roce 1906
V roce 1906 se v Athénách uskutečnily vložené hry, které však nejsou MOV považovány za olympijské hry. Konstantinidis se zúčastnil znovu, tentokrát v silničním závodu a v závodu na 20 kilometrů. Silniční závod nedokončil a na 20 kilometrů byl vyřazen ve druhém kole.